# Xã Payne, Quận Gove, Kansas
Xã Payne (tiếng Anh: Payne Township) là một xã thuộc quận Gove, tiểu bang Kansas, Hoa Kỳ. Năm 2010, dân số của xã này là 246 người.